# Эмиль Хадльвредссон
Эмиль Хадльвредссон (исл. Emil Hallfreðsson; 29 июня 1984, Хабнарфьордюр) — исландский футболист, полузащитник. Выступал за национальную сборную Исландии.

## Карьера
Родился 29 июня 1984 года в городе Рейкьявик. Воспитанник футбольной школы клуба «Хабнарфьордюр». Взрослую футбольную карьеру начал в 2002 году в основной команде того же клуба, в которой провел два сезона, приняв участие в 28 матчах чемпионата.
2005 года перешёл в английский «Тоттенхэм Хотспур», руководство которого считало левый фланг проблемной зоной команды и искало игроков для усиления конкуренции Циглер. Вместе с Эмилем к «Тоттенхэма» пришел опытный ирландский левый полузащитник Энди Рид, который начал получать место в составе главной команды лондонского клуба. Зато Эмиль начал играть за команду дублеров. 2006 года занимал игровую практику в шведском «Мальмё», где выступал на условиях аренды.
Вернувшись из аренды в «Тоттенхэма», снова не смог пробиться в «основу» и в июле 2007 перебрался в Норвегию, заключив трехлетний контракт с местным «Люном». Впрочем за норвежскую команду провел лишь несколько игр, в том числе только один матч чемпионата, после чего в августе того же 2007 года достаточно неожиданно было объявлено о переходе исландца к итальянской «Реджины». В Италии Эмиль начал выступления как регулярный игрок основного состава, однако во втором сезоне стал все реже выходить на поле и летом 2009 года согласился перейти на условиях годовой аренды к представителю английского Чемпионата Футбольной Лиги «Барнсли», в котором имел постоянную игровую практику.
После завершения срока аренды в Англии летом 2010 года вернулся в Италию, где тут же снова отправился в аренду, на этот раз в «Верону», что в то время соревновалась в третьем по силе итальянском дивизионе Лига О. В течение следующего сезона стал одним из ключевых игроков веронского клуба, который завоевал повышение в классе до Серии B. Осознавая важность Эмиля для построения игры «Вероны», руководство клуба нашло возможность в июне 2011 выкупить права на исландского полузащитника и заключить с ним полноценный контракт. В течение следующих двух сезонов Эмиль в составе веронской команды соревновался во втором дивизионе итальянского чемпионата, и, если в первом из этих сезонов веронца немного не хватило мастерства чтобы подняться к элитной серии A, То в сезоне 2012/13 Эмиль с партнерами по команде успешно решили задачу возвращения «Вероны» к сильнейшей итальянской лиги. Несмотря на существенное усиление состава команды для выступлений среди сильнейших итальянских клубов, исландец остался основным левым полузащитником «Вероны» и после выхода в Серию A.
30 января 2016 заключил контракт на два с половиной года с клубом «Удинезе».

## Выступления за сборные
2000 дебютировал в составе юношеской сборной Исландии, принял участие в 10 играх на юношеском уровне.
В течение 2004—2006 годов привлекался в состав молодёжной сборной Исландии. На молодёжном уровне сыграл в 14 официальных матчах, забил 3 гола.
30 марта 2005 дебютировал в официальных матчах в составе национальной сборной Исландии, выйдя на замену в конце товарищеского матча против сборной Италии. С начала 2007 года уже стал основным игроком национальной сборной своей страны, а в сентябре того же года забил свой первый гол в её составе, открыв счет в домашнем матче отбора к Евро 2008 против сборной Испании, который испанцам лишь в конце встречи удалось свести вничью. Провел в форме главной команды Исландии 62 матча, забив 1 гол.